# Załucze Górne
Załucze Górne (ukr. Горішнє Залуччя, Horisznie Załuczczia), hist. Załucze, Załucze nad Czeremoszem – wieś na Ukrainie, w obwodzie iwanofrankiwskim, w rejonie śniatyńskim. W 2001 roku liczyła 1297 mieszkańców.

## Historia
Wieś została założona w 1620 roku.
W II Rzeczypospolitej miejscowość była siedzibą gminy wiejskiej Załucze w powiecie śniatyńskim województwa stanisławowskiego. Stacjonowała tu placówka Straży Celnej „Załucze Górne”, a potem 
placówka Straży Granicznej I linii „Załusze”.
14 września 1939 r. do majątku rodziny Krzysztofowiczów swoją siedzibę przeniósł prezydent Polski Ignacy Mościcki. Stąd też 17 września, na wieść o wkroczeniu Sowietów, wyjechał do Rumunii

## Dwór
- murowany dwór wybudowany na początku XIX wieku przez ormiańską rodzinę Krzysztofowiczów[5], zniszczony w latach pierwszej wojny światowej (1914-1918)[6]

## Związani z Załuczem
- Stanisław Daniluk-Daniłowski, urodzony w Załuczu, generał brygady Wojska Polskiego
- Zbigniew Jaruzelski (1900–1941), inżynier rolnik, porucznik piechoty Wojska Polskiego, kawaler Orderu Virtuti Militari
- Mikołaj Krzysztofowicz, polski Ormianin, właściciel majątków Kniaże i Załucze, pradziadek aktora Zbigniewa Cybulskiego
- Stanisław Łążyński, powstaniec styczniowy, zamieszkujący w Załuczu
- Alojzy Świątek, ur. w Załuczu, inż. rolnik, prof. nadzwyczajny i rektor WSR w Olsztynie